# Ransta, Sala kommun
Ransta är en tätort i Kumla distrikt (Kumla socken) i Sala kommun, Västmanlands län (Västmanland). Orten ligger ungefär 15 kilometer söder om kommunens centralort Sala.

## Samhället
Ransta är Sala kommuns största satellitort. Orten har en förskola, skola (F-6), bibliotek, livsmedelsaffär, flera mindre företag, deltidsbrandkår, idrottsanläggningen Mullevi och ett rikt föreningsliv med bland annat idrottsföreningar, bygdegårdsförening och PRO.
Ransta har en järnvägsstation för Uven-tåget på järnvägslinjen Sala-Oxelösund tidigare Sala–Tillberga Järnväg. Det finns även bussförbindelser med Sala och Västerås.

## Personer från Ransta
- Per Larsson (1666-1736), riksdagsledamot för bondeståndet och ståndets talman vid Riksdagen 1726–1727.

## Befolkningsutveckling
| Befolkningsutvecklingen i Ransta 1950–2020 | Befolkningsutvecklingen i Ransta 1950–2020 | Befolkningsutvecklingen i Ransta 1950–2020 | Befolkningsutvecklingen i Ransta 1950–2020 | Befolkningsutvecklingen i Ransta 1950–2020 |
| ------------------------------------------ | ------------------------------------------ | ------------------------------------------ | ------------------------------------------ | ------------------------------------------ |
|                                            |                                            |                                            |                                            |                                            |
| År                                         |                                            |                                            | Folkmängd                                  | Areal (ha)                                 |
| 1950                                       | 1950                                       |                                            | 361                                        |                                            |
| 1960                                       | 1960                                       |                                            | 351                                        |                                            |
| 1965                                       | 1965                                       |                                            | 360                                        |                                            |
| 1970                                       | 1970                                       |                                            | 626                                        |                                            |
| 1975                                       | 1975                                       |                                            | 886                                        |                                            |
| 1980                                       | 1980                                       |                                            | 928                                        |                                            |
| 1990                                       | 1990                                       |                                            | 880                                        | 108                                        |
| 1995                                       | 1995                                       |                                            | 874                                        | 108                                        |
| 2000                                       | 2000                                       |                                            | 861                                        | 108                                        |
| 2005                                       | 2005                                       |                                            | 879                                        | 108                                        |
| 2010                                       | 2010                                       |                                            | 881                                        | 107                                        |
| 2015                                       | 2015                                       |                                            | 850                                        | 110                                        |
| 2020                                       | 2020                                       |                                            | 862                                        | 111                                        |
|                                            |                                            |                                            |                                            |                                            |